# بیماری تروفوبلاستیک بارداری
بیماری تروفوبلاستیک بارداری (به انگلیسی: Gestational trophoblastic disease) اصطلاحی برای دسته‌ای از بیماری‌های ایجاد کننده تومور است که از جفت منشأ می‌گیرند. این تومورها بسیار نادر بوده و به دنبال از کنترل خارج‌شدن سلول‌های جفتی ایجاد می‌شوند. این بیماری انواع مختلفی دارد. در بعضی موارد مانند مول هیداتی‌فرم در اکثریت موارد قابل درمان است و در بعضی موارد مانند کوریوکارسینوم در موارد پیشرفته و دست‌اندازی شده درمان مشکل می‌شود.

## تقسیم‌بندی
معمولاً بیماری به دو نوع خوش‌خیم و بدخیم تقسیم می‌شود.
خوش‌خیمشامل مول هیداتی‌فرم که به دو نوع کامل و ناقص تقسیم می‌شود
بدخیممول مهاجم، کوریوکارسینوم، و PSTT

## علایم بالینی
معمولاً موارد مول هیداتی‌فرم با خونریزی در سه‌ماهه اول بارداری مراجعه می‌کنند.

## تشخیص
برای تشخیص نیاز به نمونه‌برداری نیست و بر اساس سطح هورمون جفتی تشخیص، درمان و ارزیابی پاسخ به درمان انجام می‌شود. بهترین راه تشخیص برای حاملگی مولار سونوگرافی است.
تشخیص افتراقی‌های مول هیداتی‌فرم
سقط
پلی‌هیدرآمنیوس
حاملگی خارج‌رحمی
حاملگی چندقلویی